# La gemella erotica
Pour plus de détails, voir Fiche technique et Distribution.
La gemella erotica est un thriller érotique italien réalisée par Alberto Cavallone et sortie en 1980.

## Fiche technique
- Titre original italien : La gemella erotica[1] (litt. « Le double érotique ») ou Due gocce d'acqua (litt. « Deux gouttes d'eau »)
- Réalisateur : Alberto Cavallone
- Scénario : Alberto Cavallone, Renato Putignani
- Photographie : Maurizio Centini
- Montage : Alberto Cavallone
- Musique : Carlo Carnelli
- Costumes : Giovanna Russo
- Société de production : Euritalia
- Pays de production :  Italie
- Langue originale : italien
- Format : couleurs par Fujicolor
- Durée : 82 minutes
- Genre : thriller érotique
- Dates de sortie :
  - Italie : 14 novembre 1980

## Distribution
- Patrizia Behn : Marie / Norma
- Danilo Micheli : Tony
- Pauline Teutscher : Sandy
- Fabienne Pareti :
- Rick Mc Shoot :
- David Seye :
- Eva Rey :
- Paolo Celli :
- Ornella Picozzi :

## Accueil critique
« Poussif et par instant pompeux, à aucun moment le spectateur n'a l'impression d'être devant un film de Cavallone tant rien ne lui ressemble à l'intérieur. Et ce n'est pas le final qui suscitera en lui un regain d'intérêt. Bâclé, abrupt, il n'apportera aucune véritable réponse et risque d'en laisser plus d'un sur sa faim. »

— Eric Draven